# 电池管理系统
電池管理系統（英語：Battery Management System，缩写BMS）是管理可充電二次電池（多半是鋰離子電池，也可能是電池組）的電子系統，功能是讓電池在安全的操作條件下使用，避免過放電、過充電、過溫度等異常狀況，維持電池的使用壽命，並且監控及估測電池的各種資訊（例如電池健康狀態及電量狀態）、計算電池相關資訊、回報電池資訊、控制電池使用環境、電池認證及電池均衡。
保護電路模組（Protection circuit module，縮寫PCM）和電池管理系統類似，功能比較簡單。
整合電池管理系統以及對外通訊总线功能的電池組會稱為智慧型電池組，這種電池需使用智慧型充電器進行充電。

## 功能

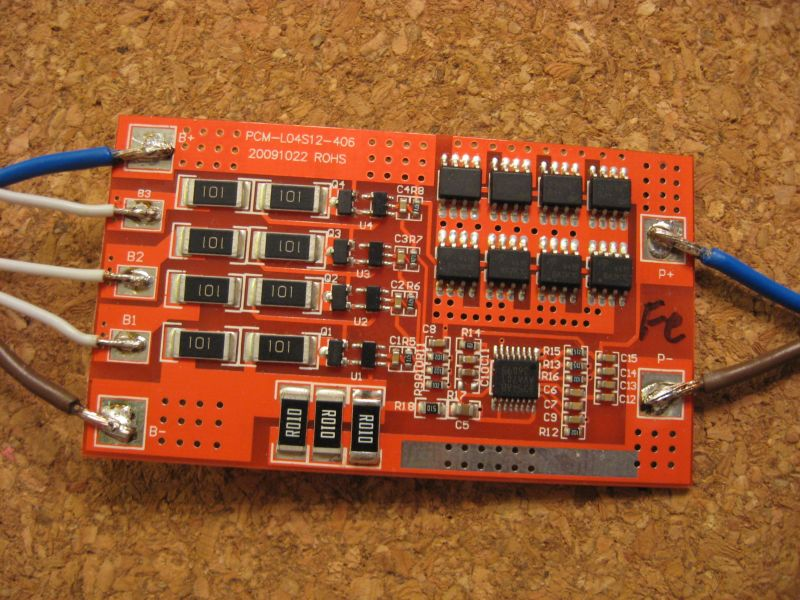
管理四個LiFePO4電池以及均衡功能的電路

### 監控
電池管理系統可監控以下的電池資訊：
- 電壓：總電壓、各電池芯電壓
- 温度：電池平均溫度、各電池芯溫度、（液冷電池的）冷卻液入口溫度及出口溫度、
- 冷卻液流量：針對液冷電池
- 电流：流進電池或從電池流出的電流
- 各電池的健康狀態
- 電池均衡情形

### 電動車系統的能量恢復
電動車的電池管理系統也會配合汽車，在剎車時將馬達回昇的能量轉為電池包充電（再生制動）。

### 計算
電池管理系統需要計算以下的資訊：
- 電壓：電池組的最大電壓和電小電壓
- 電量狀態（SoC）或放電深度（英语：depth of discharge）（DoD）：電池充電或放電的程度
- 電池健康狀態（State of Health，SoH）的估算
- 功率狀態（State of power, SoP），在一定時間，以目前使用條件及溫度下，可以提供的功率。
- 安全狀態（State of Safety, SOS）
- 最大充電電流限制（charge current limit，縮寫CCL）
- 最大放電電流限制（discharge current limit，縮寫DCL）
- 上次充電之後已提供的電量
- 電池的內部阻抗（以確認開路電流）
- 已提供或儲存的電量，有時會稱為庫侖計數（coulomb counting）功能
- 總運作時間
- 充放電週期數
- 溫度監控
- 液冷電池的冷卻液流量
- 空冷電池的空氣流量

### 通訊
電池管理系統的通訊可以分為和外界模組的通訊協定，以及內部對電池芯通訊的通訊協定。高階的外部通訊有以下幾種：
- 各種的串行通信。
- 汽車內常會使用控制器區域網路（CAN）。
- 各種的無線通訊[5]。

低電壓集中式的電源管理系統沒有內部的通訊協定。
分散式或是模組化的電源管理系統，會在電芯—控制器（模組化架構）之間或是控制器—控制器之間（分散式架構）使用低階的內部通訊協定。這類的通訊很困難，特別是針對高電壓的系統。主要問題在各電芯之間的電壓位準轉換。電池包裡常是許多電芯串聯後再並聯的架構，在串聯電芯最上方的地電壓可能比最下方電芯的地電壓高了上百伏特。除了軟體通訊協定外，已知有二種硬體通訊方式可以在不同電壓位準的系統中通訊：使用光電耦合元件以及無線通訊。內部通訊的另一個限制是電芯的最大數量。若是模組化的架構，大部份的總線通訊只能有255個節點，這也限制了電芯的個數。針對高電壓的系統，在總線上尋找所有電芯的時間也是另一個限制，限制了最小網路速度，有些硬體的方案也會受限而無法使用。模組化系統的成本很重要，因為在這佔了電芯價格中很可觀的一部份。結合硬體和軟體的限制後，有以下幾種內部通訊的方式：
- 隔離串列通訊
- 無線串列通訊

有些行動裝置的充電是透過USB纜線進行，而現有的USB纜線為了電流發熱的考量，在功率上有限制。為了避開此一限制，手機充電器中有開發和其他設備通訊，提昇電壓的通訊協定，最廣為使用的有高通快充（Qualcomm Quick Charge）和MediaTek Pump Express。Oppo也有開發VOOC（品牌名稱為Dash Charge和OnePlus），其作法是提昇USB纜線上的電流，目的是為了減少行動裝置將較高電壓轉換為內部使用電壓的發熱，但是這和現有的USB纜線不相同，需要使用較粗銅線的特殊大電流USB纜線。最近USB Power Delivery標準正設法提出通用性的充電協定，希望可以提供最大240瓦的電力。

### 保護

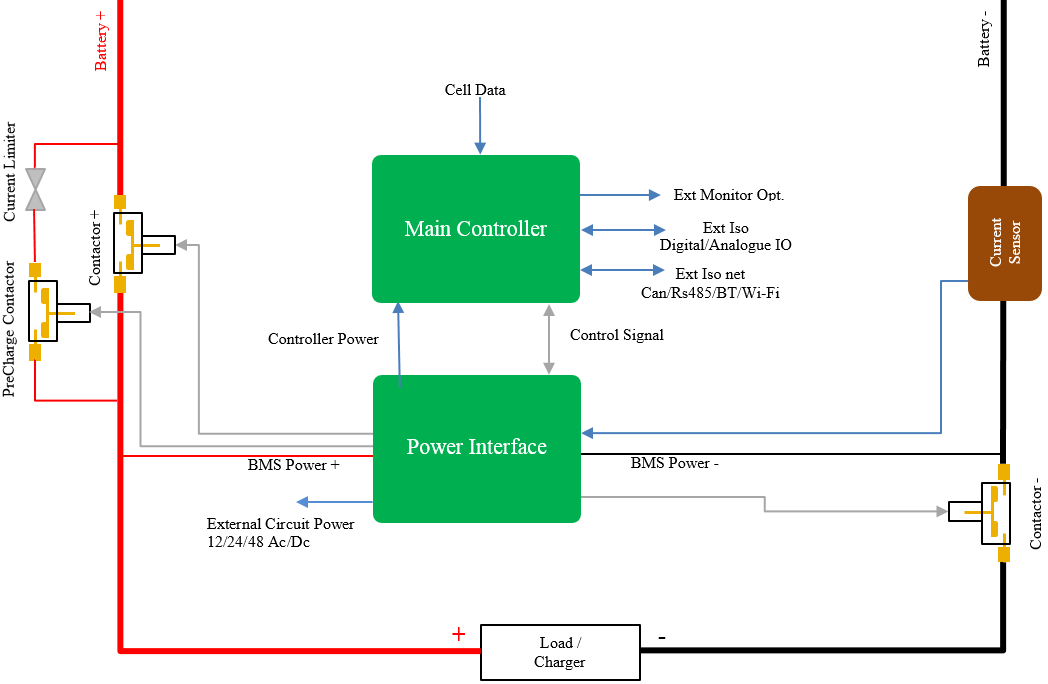
電池管理系統主控制器

電池管理系統需使電池在其安全工作区內工作，避免以下的情形：
- 過度充電
- 過度放電
- 充電時過電流
- 放電時過電流
- 充電時過電壓，特別是铅酸蓄电池、锂离子电池及磷酸铁锂电池
- 放電時低電壓，這對锂离子电池及磷酸铁锂电池特別重要
- 溫度過高
- 溫度過低
- 壓力過大（镍氢电池）
- 接地故障或是偵測到漏電流（會進行系統監控，讓高壓電池和會觸碰到的金屬部份維持斷路）

電池管理系統有以下的保護：
- 增加內部的開關（例如继电器或MOSFET），若電池沒有運作在安全工作區內，自動讓開關開路。
- 請求設備減少為電池的充電，甚至停止充電。
- 主動控制環境，例如在溫度過低時使用加熱器，在溫度過高時使用風扇、空調或是啟動液冷。
- 降低處理器速度，減少發熱。

### 熱管理
車用電池的熱管理可分為主動式和被動式，冷卻介質有空氣、冷卻液，或是某種會產生相變的介質。空氣冷卻的優點在於其架構簡單。空氣冷卻有被動式的，用週圍空氣的熱對流來散熱，也有主動式的，利用風扇產生氣流。本田Insight汽車和豐田Prius汽車的電池系統是使用主動空氣冷卻。空氣冷卻的主要缺點是冷卻效率不佳。
冷卻液的熱傳導係數比空氣要大，因此液態冷卻的冷卻能力會比空氣冷卻要強。液態冷卻的電池系統，其電池可能直接浸泡在冷卻液中，也有可能冷卻液只會流經電池管理系統，不會直接接觸電池。間接冷卻的好處是因為冷卻通道的長度變長，可以在電池管理系統上產生較大的溫度梯度。若想避免溫度梯度，可以提高冷卻泵浦轉速，輸送較多冷卻液，因此需在泵浦速度以及系統的熱一致性之間作取捨。
若電池會產生大量的熱，超過主動水冷可以散熱的程度，就需要額外的散熱機構。散熱機構中增加的零件也會增加電池管理系統的重量，若用在車輛上，會降低所在車輛行駛時的效率。

### 和負載電路的連接
有些電池管理系統有預充電（precharge system）機能，讓電池可以安全的連接到不同負載，不會因為負載電路的電容器而產生過大的突波電流。
和負載電路的連接一般會透過電磁開關（稱為接觸器）來控制。預充電電路是在電磁開關導通之前動作，可以是簡單的大功率電阻和負載串聯，慢慢的為電容充電，直到負載電壓接近電池電壓為止，也可以用和負載並聯的切換式電源供應器，將負載充電到電壓和電池電壓相近，可以讓接觸器導通為止。電池管理系統也可能有電路，檢查接觸器在充電之前是否就已經導通（例如因為電流太大造成接點焊死），以免提供電壓給負載後產生大電流。

### 平衡

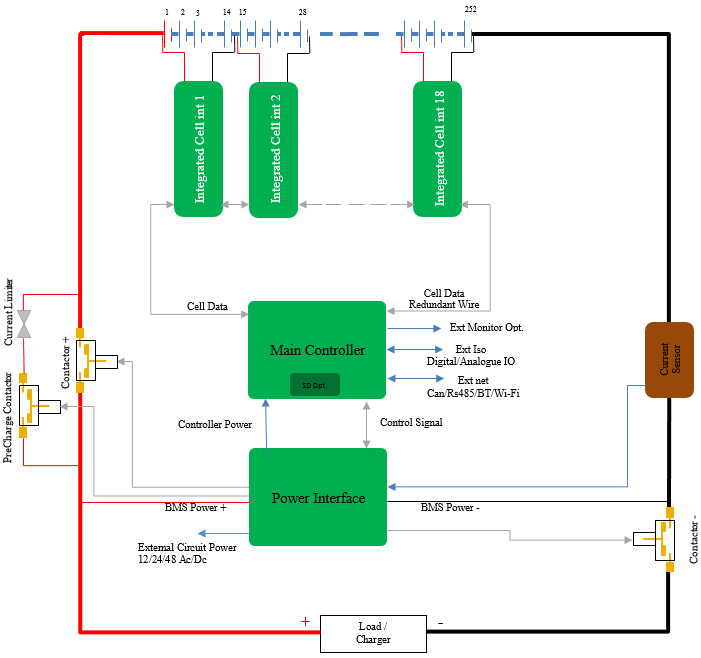
分散式電池管理系統

為了最大幅度使用電池的電量，避免個別電池充電不足或過度充電。電池管理系統可以透過電池平衡的方式，使電池包的每一個電芯都維持在相同的電壓或是充電狀態。電池管理系統的平衡方式如下：
- 將電量最多的電芯接到负载（例如被動式的電池穩壓器）。
- 將電量最多電芯的能量轉移到將電量最少的電芯（電池均衡器）。
- 將充電電流降到不會破壞完全充電電芯的程度，讓充電較小的電芯可以繼續充電（不適用於鋰化學電池）

有一種平衡方式是透過獨立為個別電芯充電來達到。這多半是由電池管理系統來進行，充電器多半只提供整體的充電電流，不會和個別電芯互動。若使用這種方式，電池管理系統會在平衡進行時，請求較低的充電電流（例如針對電動車的電池），或是適時關閉充電輸入（一般會用在行動電子裝置），以避免電池的過度充電。

## 組態

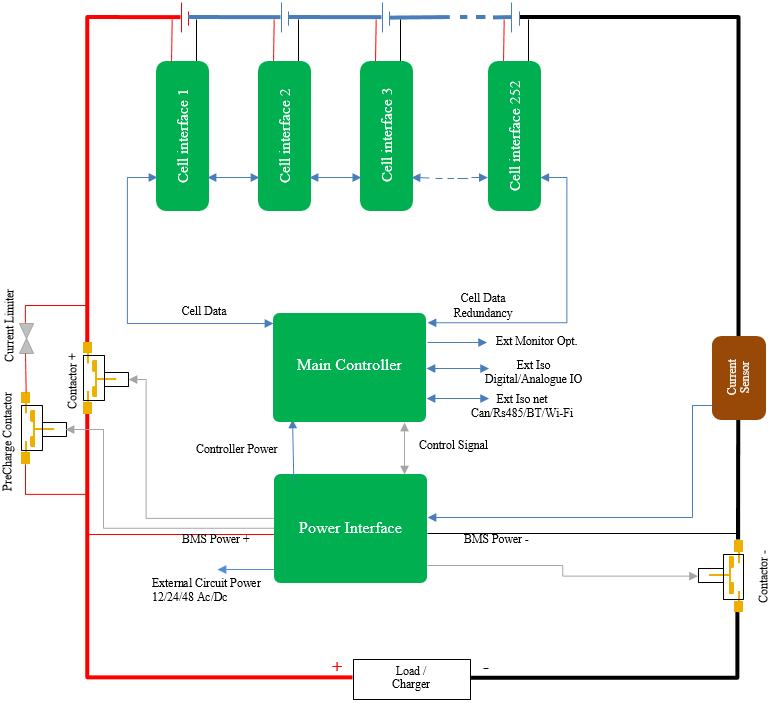
有線網路傳輸的BMS系統

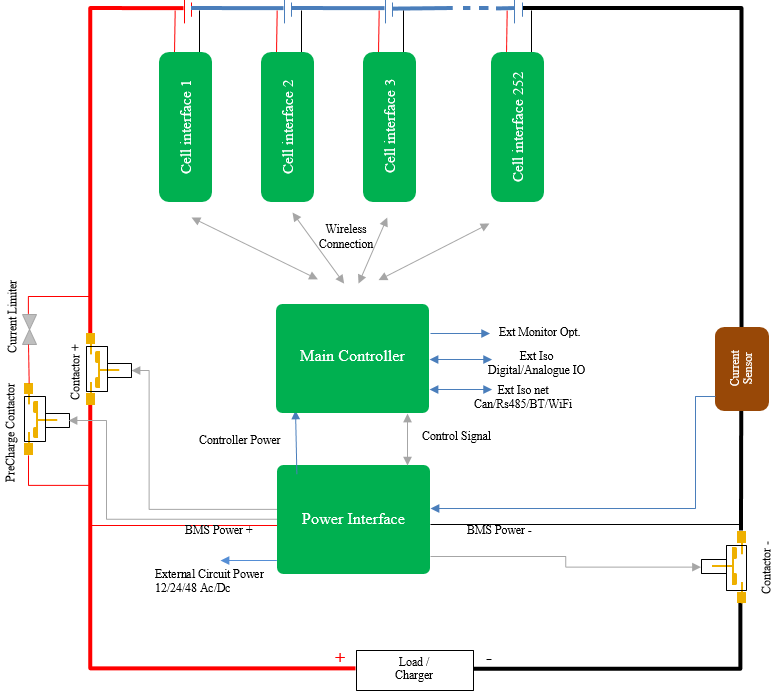
無線通訊的BMS系統

BMS技術有許多種，在其複雜度和性能上也有不同：
- 簡易型的被動穩壓器，在特定電芯電壓到達一定值時，就不對該電芯充電，以此達到對電芯或是電池的平衡。不過電芯的電壓不是其電量狀態（SoC）的良好指標（甚至像磷酸铁锂电池電池，根本無法利用電壓判斷電量狀態），因此，利用被動穩壓器讓電芯維持相同電壓，無法讓電芯的電量狀態均衡（這才是電池平衡的目的）。這類設備在電池平衡上有些效果，但其效果不好。
- 主動穩壓器，會適時的開啟或關閉特定電芯的充電，以此達到電池平衡。不過若只以電壓作為開始或束結束充電的條件，那麼也會有類似被動穩壓器的問題（無法讓電芯的電量狀態均衡）。
- 完整的BMS也會將電量狀態在顯示器上顯示，並且保護電池。

BMS架構可以分為以下三類：
- 集中式：由單一控制器接到每一個電芯，會有大量的纜線。
- 分散式：每一個電芯上都有BMS板，用一組通訊線處理各電芯和控制器之間的通訊。
- 模組式：有一些控制器，每一個控制數個電芯，通訊則是在各控制器之間進行。

集中式BMS最經濟，但擴充性最低，且有許多的纜線。
分散式BMS最貴，但最容易安裝，而且不會有許多的纜線。
模組式BMS的優缺點介於上述的兩者之間。
移動設備的電池管理系統（例如電動車）和固定設備的電池管理系統（像是服务器机房的備援不斷電系統），兩者的需求差異很大，特別是在空間以及重量的限制上更是明顯，因此電池管理系統的硬體和軟體需針對各自應用規劃。電動車或是混合能源電動車裡的電池管理系統只是子系統，不是可以單獨運作的設備，至少要和充電器（或充電基礎設備）、負載、熱管理以及緊急閉關子系統通訊才能運作。在理想的車輛設計裡，電池管理系統會和這些子系統緊密整合。一些小的行動設備應用（例如醫療設備、電動輪椅、電動機車或是叉車）常會有外部的充電硬體，不過設備上的電池管理系統仍需要和外部的充電器有緊密的設計整合。
目前已有許多的電池平衡技術，其中有些是以電量狀態為基礎。

## 相闗條目
- 电池平衡
- 充電器
- 智慧型電池（英语：Smart battery）
- 充電控制器（英语：Charge controller）
- 智慧型充電（英语：Smart charging）